# Rocket Power - E la sfida continua...
Rocket Power - E la sfida continua... (Rocket Power) è una serie televisiva a cartoni animati prodotta da Klasky-Csupo Inc. e Nickelodeon.

## Trama
Rocket Power ruota attorno alle avventure quotidiane di una banda di quattro giovani amici: Oswald "Otto" Rocket; sua sorella maggiore Regina "Reggie" Rocket; Sam "Squid" Dullard; e Maurice "Twister" Rodriguez. I quattro vivono insieme nella città fittizia di Ocean Shores (California), dove trascorrono il loro tempo libero giocando sport estremi (skateboard, surf, snowboard, bicicletta, hockey su strada, ecc.), entrando in varie situazioni e superando le prove e le sfide della crescita.
Otto e Reggie vivono con il loro padre vedovo, severo ma amorevole, Ray "Raymundo" Rocket, che insieme al suo migliore amico, Tito Makani Jr., possiede e gestisce lo Shore Shack, un ristorante e un negozio di surf dove di solito si trova la banda. Nella maggior parte degli episodi, vengono coinvolti in competizioni, ma finiscono per imparare che la loro amicizia è più importante della vittoria.

## Episodi
| Stagione         | Episodi | Prima TV USA | Prima TV Italia |
| ---------------- | ------- | ------------ | --------------- |
| Prima stagione   | 20      | 1999-2000    | 2004            |
| Seconda stagione | 20      | 2000-2004    | 2005            |
| Terza stagione   | 20      | 2001-2004    | ?               |
| Quarta stagione  | 11      | 2003-2004    | ?               |

## Personaggi
- Oswald Otto Rocket: avventuroso e vanitoso appassionato di sport, oltre che perfezionista
- Regina Reggie Rocket: sorella maggiore di Otto, è un maschiaccio di buon cuore
- Maurice Twister Rodriguez: videografo ottuso ma fedele
- Sammy Pollo (Squid in originale) Dullard: nuovo arrivato del gruppo trasferitosi dal Kansas; ragazzo intelligente e mago della techno
- Raymundo Ray Rocket: padre vedovo di Otto e Reggie, severo ma amorevole
- Tito Makani Jr.: migliore amico e socio in affari di Raymondo, è surfista in pensione e sedicente filosofo
- Violet Stimpelton
- Merv Stimpelton
- Lars Rodriguez
- Eddie Valentine
- Sputz Ringley
- Oliver VAN Rossam
- Paula Dullard
- P.I.
- Raoul Rodriguez
- Conroy Blanc

## Doppiaggio
| Personaggio               | Doppiatore inglese                                                     | Doppiatore italiano |
| ------------------------- | ---------------------------------------------------------------------- | ------------------- |
| Oswald Otto Rocket        | Joseph Ashton                                                          | Simone D'Andrea     |
| Regina Reggie Rocket      | Shayna Fox                                                             | Federica Valenti    |
| Maurice Twister Rodriguez | Ulysses Cuadra (st. 1-3), Gilbert Leal (st. 4)                         | Patrizia Scianca    |
| Sammy Pollo Dullard       | Sam Saletta (st. 1), Gary LeRoi Gray (st. 2-3), Sean Marquette (st. 4) | Cinzia Massironi    |
| Raymundo Ray Rocket       | John Kassir                                                            | Enrico Maggi        |
| Tito Makani Jr.           | Ray H. Bumatai                                                         | Marco Pagani        |
| Lars Rodriguez            | Lombardo Boyar                                                         | Luca Bottale        |

## Opere derivate

### Videogiochi
Nel corso degli anni, sono stati rilasciati diversi videogiochi basati sulla serie, tra cui: "Rocket Power Gettin' Air" (Nintendo Game Boy Color, 2001); "Rocket Power: Team Rocket Rescue" (PlayStation, 2001); "Rocket Power: Dream Scheme" (Game Boy Advance, 2001); "Rocket Power: Extreme Arcade Games" (PC, 2001); "Rocket Power: Beach Bandits" (Game Boy Advance, PlayStation 2 e Nintendo Game Cube, 2002) e "Rocket Power: Zero Gravity Zone" (Game Boy Advance, 2003).